# Deprez (motorfietsmerk)
Deprez is een historisch Frans motorfietsmerk.
Deprez was gevestigd in Parijs en maakte waarschijnlijk in het begin van de jaren twintig motorfietsen met Moto-Rhône-blokken van 246 cc.